# Ярошенко Ігор Вікторович
І́гор Ві́кторович Яроше́нко (нар. 11 вересня 1979) — український музичний діяч, головний хормейстер Київського національного академічного театру оперети. Заслужений діяч мистецтв України (2016).

## Життєпис
2004 — закінчив Національну музичну академію України ім. Петра Чайковського за спеціальністю «Музичне мистецтво» як диригент хору.
З 2003 — працює у Київському національному академічному театрі оперети на посадах: з серпня 2003 — хормейстера, з червня 2011 року — в. о. головного хормейстера, з липня 2014 року — головного хормейстра.

## Постановки
- «За двома зайцями» В. Ільїна та В. Лукашова (хормейстер-постановник)
- «Циганський барон» Й. Штрауса (хормейстер-постановник, автор обробки циганської пісні «Малярка»)
- «Моя чарівна леді» Ф. Лоу (участь у створенні вистави)
- «Містер Ікс» І. Кальмана (хормейстер-постановник)
- «Сорочинський ярмарок» (хормейстер-постановник)
- «Цілуй мене, Кет!» (хормейстер-постановник)
- «Труффальдіно із Бергамо» О. Колкера (хормейстер-постановник)
- «Welcome to Ukraine або Подорож у кохання» (диригент-постановник)
- «Острів скарбів» В. Бистрякова (диригент-постановник)
- «Мадемуазель Нітуш» Ф. Ерве (диригент-постановник і хормейстер-постановник)

## Фестивалі
- Міжнародний музичний фестиваль «O-FEST» (диригент-постановник і хормейстер-постановник фестивалю)[2][3]

## Нагороди
- 2008 — Грамота Головного управління культури і мистецтв з нагоди відзначення 100-річчя Першого стаціонарного українського театру
- 2010 — Премія «Київська пектораль» у номінації «За найкращу музичну виставу» як хормейстер-постановник у складі постановчої групи оперети «Сорочинський ярмарок».[4]
- 2012 — Премія Кабінету Міністрів України імені Лесі Українки за літературно-мистецькі твори для дітей та юнацтва за 2012 рік (за виставу «Пригоди бременських музикантів»)[5]
- 2016 — Заслужений діяч мистецтв України